# Matthew Gaughren
Matthew Gaughren OMI (* 7. April 1843 in Stillorgan, County Dublin, Vereinigtes Königreich Großbritannien und Irland; † 1. Juni 1914) war ein irischer römisch-katholischer Ordensgeistlicher und Apostolischer Vikar von Kimberley in Orange.

## Leben
Matthew Gaughren trat der Ordensgemeinschaft der Oblaten der Unbefleckten Jungfrau Maria bei und empfing am 23. April 1867 das Sakrament der Priesterweihe.
Am 23. Januar 1902 ernannte ihn Papst Leo XIII. zum Titularbischof von Tentyris und zum Apostolischen Vikar von Kimberley in Orange. Der Erzbischof von Saint Andrews und Edinburgh, James Augustine Smith, spendete ihm am 16. März desselben Jahres in Leith die Bischofsweihe; Mitkonsekratoren waren der Weihbischof in Glasgow, John Maguire, und der Bischof von Aberdeen, Aeneas Chisholm.